# Édouard Charret
Édouard Charret, né le 12 juillet 1905 à Tarare (Rhône) et mort le 24 mars 1984 à Caluire-et-Cuire (Rhône), est un homme politique français.

## Biographie
Édouard Charret est représentant en produits pharmaceutiques. Il commence sa carrière politique à la Libération, après avoir participé à la Résistance. Après avoir été élu conseiller général de Lyon en 1949, il est élu député du Rhône le 17 juin 1951 sous l'étiquette du Rassemblement du peuple français. Il est constamment réélu jusqu'en 1973 dans la sixième circonscription du Rhône puis dans la troisième dans son fief de la Croix Rousse.
Entendu comme témoin dans l'affaire des « policiers proxénètes », mais jamais inculpé, il doit démissionner de son groupe parlementaire. Il se présente comme candidat indépendant aux  élections législatives de 1973 mais est battu par Jacques Soustelle au premier tour, il se retire au second.

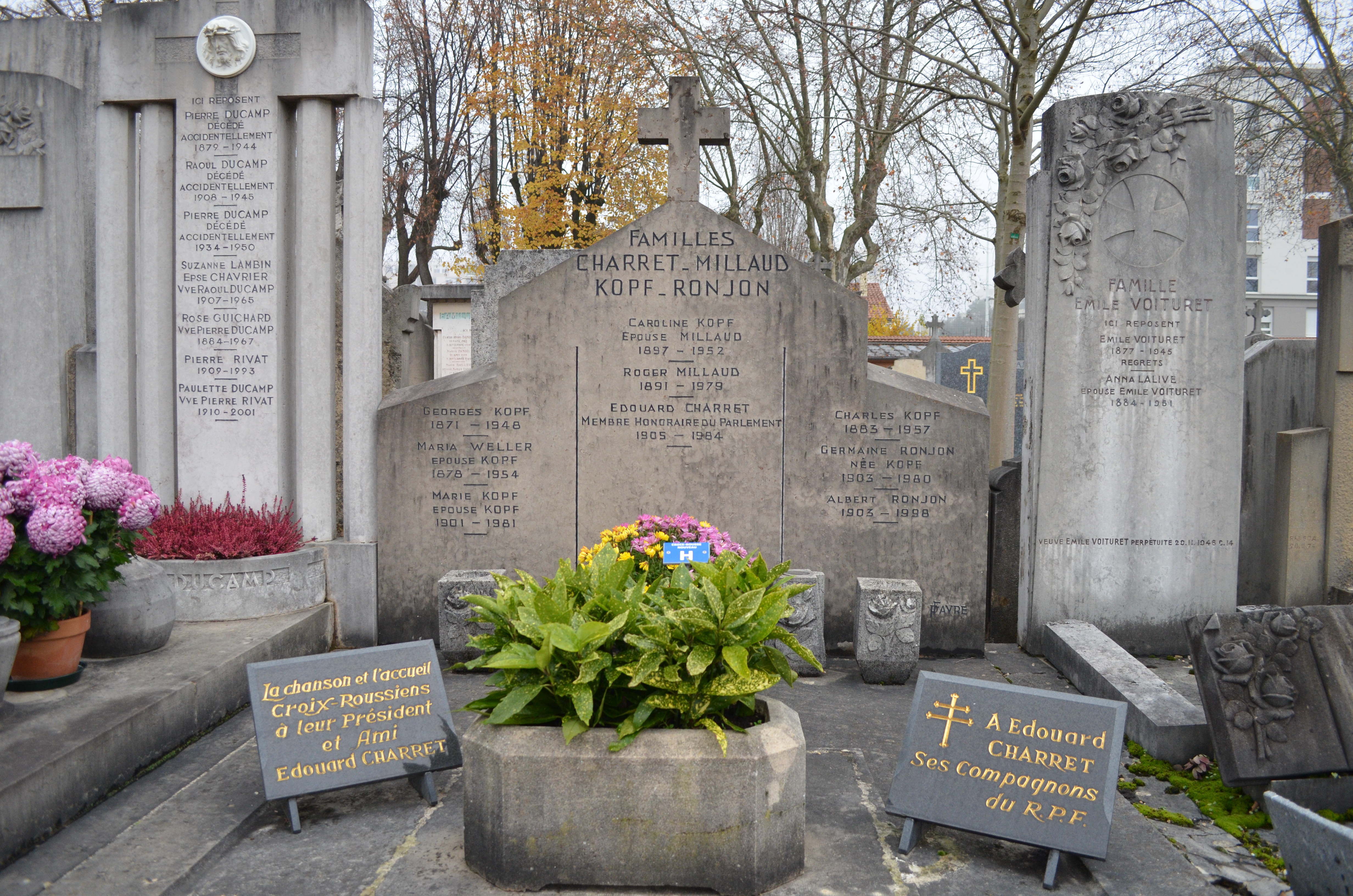
Tombe d'Édouard Charret.

Édouard Charret meurt dans la nuit de vendredi 23 au samedi 24 mars 1984 à son domicile de Caluire et est inhumé au cimetière de la Croix-Rousse.

## Détail des fonctions et des mandats

### Mandats parlementaires
- 17 juin 1951 - 1er décembre 1955 : Député du Rhône
- 30 novembre 1958 - 9 octobre 1962 : Député de la 6e circonscription du Rhône
- 25 novembre 1962 - 2 avril 1967 : Député de la 3e circonscription du Rhône
- 12 mars 1967 - 30 mai 1968 : Député de la 3e circonscription du Rhône
- 23 juin 1968 - 1er avril 1973 : Député de la 3e circonscription du Rhône

### Mandats locaux
- 1949 - 1955 : Conseiller général du Rhône du canton de Lyon-III[4]
- 16 avril 1967 - septembre 1967 : Conseiller général du Rhône du canton de Lyon-III

## Distinctions et honneurs

### Décorations
- Médaille de la France libérée
- Croix des services militaires volontaires[4]

### Honneurs

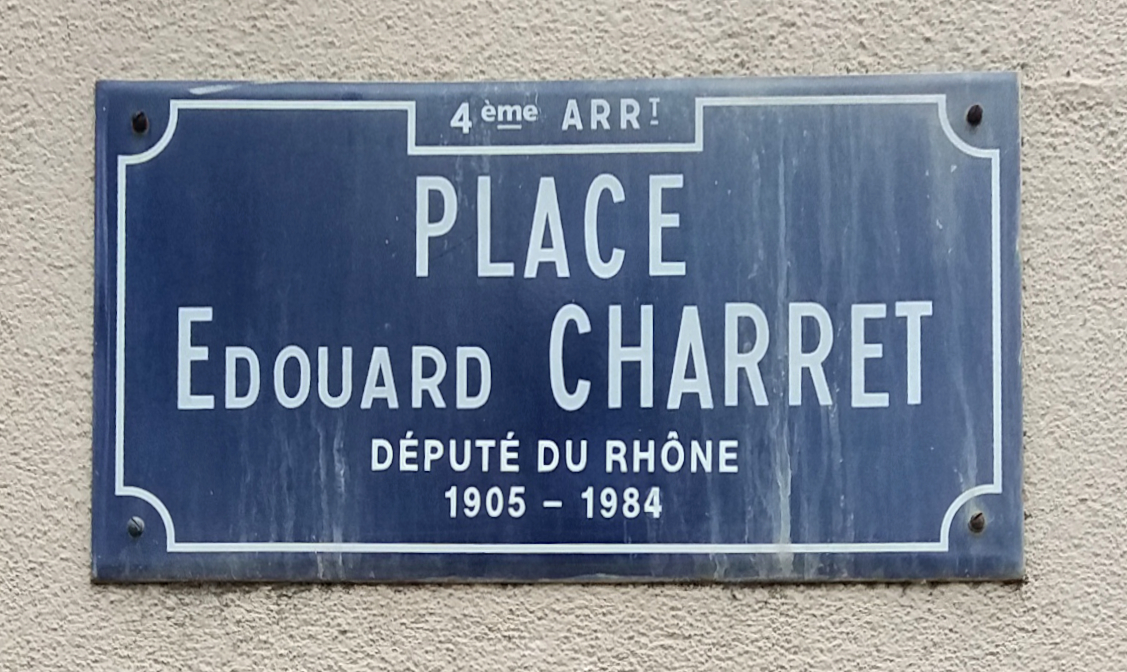
Plaque de la place Édouard-Charret.

- Une résidence du 4e arrondissement de Lyon porte son nom[5].
- Une place porte son nom dans le 4e arrondissement de Lyon.